# William Etheridge

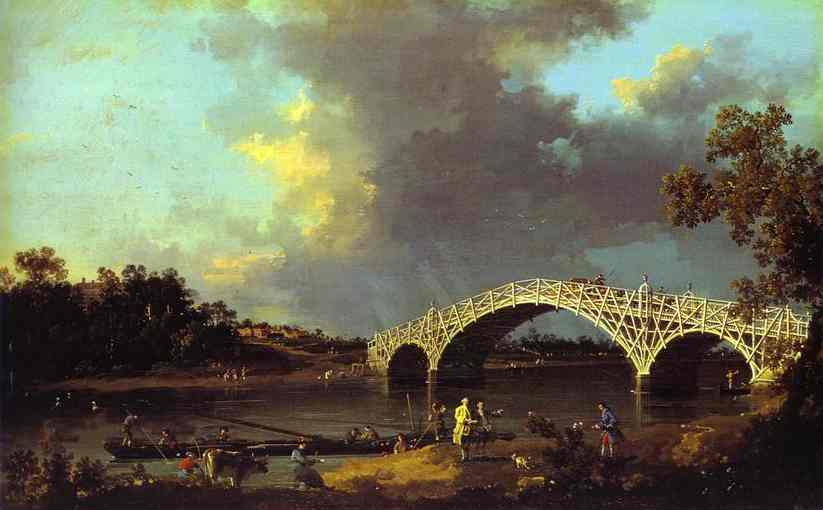
William Etheridge: Starý waltonský most, malba Canaletto 1754

William Etheridge (cca 1709 Fressingfield, Suffolk – 3. října 1776) byl anglický inženýr a architekt, známý jako konstruktér dřevěných mostů navržených na základě matematických principů.
V letech 1744–1749 pracoval v Londýně na pomocné dřevěné konstrukci při stavbě starého Westminsterského mostu. V roce 1749 postavil v univerzitním městě Cambridge tzv. Matematický most přes říčku Cam. Rok nato dokončil Starý waltonský most přes Temži ve Walton-on-Thames v hrabství Surrey, nejstarší z řady Waltonských mostů, které se na tomto místě vystřídaly.